# Ein königlicher Tausch
Ein königlicher Tausch (Originaltitel: L’échange des princesses) ist ein belgisch-französisches Historiendrama aus dem Jahr 2017. Der Film ist eine Adaption des gleichnamigen Romans von Chantal Thomas (2013), Regie führte Marc Dugain.

## Handlung
Um den Frieden nach dem Spanischen Erbfolgekrieg abzusichern, fädelt der Regent Frankreichs, Philippe d’Orléans, eine Doppelhochzeit ein. Der französische König Ludwig XV., 11 Jahre alt, soll die spanische Prinzessin Maria Anna Viktoria, die nur 3 Jahre alt ist, heiraten. Im Gegenzug soll sich der 14-jährige spanische Thronfolger Ludwig mit der 12-jährigen Tochter des französischen Regenten, Louise Élisabeth d’Orléans, vermählen.
An der französisch-spanischen Grenze werden die Prinzessinnen ausgetauscht. Die geplanten Heiraten gestalten sich jedoch schwierig. Wenngleich sich der spanische Thronfolger auf Anhieb in seine Verlobte verliebt, zeigt sich diese aufmüpfig, verstößt wiederholt gegen das Protokoll und will nichts von ihrem Mann wissen. Als Ludwigs Vater, König Philipp V., abdankt, wird Louise Élisabeth an der Seite ihres Mannes Königin von Spanien. Als sich beide zunehmend besser verstehen, erkrankt Ludwig jedoch an den Pocken und stirbt mit nur 17 Jahren. Louise Élisabeth erkrankt ebenfalls, erholt sich jedoch wieder. Für den spanischen König nutzlos geworden, wird sie nach Frankreich zurückgeschickt.
Währenddessen ist auch die Situation am französischen Hof kompliziert. Der spanischen Prinzessin Maria Anna Viktoria gefällt ihr Verlobter Ludwig XV. sehr gut, dieser weiß jedoch nichts mit der kindlichen Prinzessin anzufangen. Letztlich wird die Verlobung gelöst und Maria Anna Viktoria nach Spanien zurückgesendet, da sich der König mit einer älteren Prinzessin verloben will, die ihm eher Nachkommen schenken kann.
Das Heiratsprojekt ist somit gescheitert.

## Kritiken
Michael Meyns von programmkino.de lobt die Darsteller und die Ausstattung, kritisiert jedoch, dass es dem Film an Handlung und Dramatik fehlt.
Falk Straub von kino-zeit.de fällt ein wesentlich positiveres Urteil, lobt Kameraeinstellungen und Schnitt, vor allem hebt auch er wieder die Schauspielleistung der Nachwuchsschauspieler: „Mehr noch als über die messerscharfen Dialoge erzählt Dugain dieses traurige historische Kapitel über die Blicke seiner bewundernswerten Nachwuchsdarsteller. Anamaria Vartolomei packt all die Langeweile ihrer Figur hinein, Kacey Mottet Klein all das tölpelhafte sexuelle Verlangen der seinen. Igor Van Dessel genügt ein Augenaufschlag, um die Traurigkeit und die schwere Bürde, die auf seinen viel zu schmalen Schultern lastet, in den Kinosaal zu übertragen. Ein wahrer Höhepunkt ist schließlich Juliane Lepoureau. Ihre Neugierde und Aufgewecktheit sind phänomenal. Trotz des zarten Alters ihrer Figur ist diese die reifste und damit würdigste am Hof. Ein Hoffnungsschimmer in einer düsteren Epoche.“
Bei Rotten Tomatoes erzielt der Film bei 5 Kritiken eine Bewertung von 100 % sowie 50 % bei der Zuschauerbewertung.

## Auszeichnungen
- Festival international du film de Saint-Jean-de-Luz 2017: Weltpremiere: Eröffnungsfilm außer Konkurrenz
- Festival international du film d’histoire de Pessac 2017: Auswahl Kategorie „Fiktion“
- Nominierung beim César 2018: Bester ausländischer Film
- Magritte 2019: Bester Nachwuchsdarsteller: Thomas Mustin (als: Herzog von Condé)

## Hintergründe
Zunächst war Lily-Rose Depp für die Rolle der Louise Élisabeth vorgesehen, die den Dreh jedoch nach einigen Wochen abbrach und durch die französisch-rumänische Schauspielerin Anamaria Vartolomei ersetzt wurde.
Die Dreharbeiten begannen am 3. Oktober 2016 in Belgien. Unter anderem wurde im Château de La Hulpe in der Provinz Wallonisch-Brabant, dem Schloss Belœil in der Provinz Hennegau, sowie dem Schloss Gaasbeek in Pajottenland gedreht. Die Dreharbeiten wurden am 24. November 2016 abgeschlossen.
Der Komponist Raphaël Ibanez de Garayo sollte die Musik für den Film komponieren, verstarb jedoch im Dezember 2016. Marc Tomasi übernahm an seiner Stelle das Schreiben der Musik, die in den AIR-Studios vom London Symphony Orchestra eingespielt wurde.